# Adam Jones (universitaire canadien)
Pour les articles homonymes, voir Adam Jones et Jones.
Adam Jones, né à Singapour le 30 août 1963, est un politologue, essayiste, écrivain et photojournaliste canadien de l'Université de la Colombie-Britannique Okanagan à Kelowna, au Canada. Il est le président de Gendercide Watch, une organisation non gouvernementale. Il a été choisi comme un des « Cinquante penseurs clés sur l'holocauste et le génocide » pour un livre intitulé Fifty Key Thinkers on the Holocaust and Genocide et publié en 2010.

## Génocide
Adam Jones est principalement connu pour ses études comparatives des génocides. Il est l'auteur d'un manuel faisant autorité dans ce domaine - Genocide: A Comprehensive Introduction - et l'auteur et le directeur d'édition de nombreux autres travaux sur les génocides et les crimes contre l'humanité. De 2005 à 2007, il fut chercheur associé au sein du programme d'études sur les génocides à l'université Yale. Éditorialiste et critique littéraire pour le Journal of Genocide Research, il donne des conférences publiques et universitaires sur les génocides en Amérique du Nord, en Amérique du Sud, en Europe, et en Asie de l'Est.
En plus de promouvoir une approche comparative mondiale et inter-disciplinaire à son domaine dans son manuel Genocide, Jones a réalisé des travaux d'importance sur les liens entre les  génocides et les genres (voir section suivante). Il a également exploré les représentations artistiques des génocides, le rapport entre les génocides et la violence structurelle, ainsi que les génocides commis par les populations dites subalternes - ou « génocides par les opprimés ».

## Études sur les genres et sur les politiques internationales
Adam Jones est connu pour son approche particulière des liens entre le genre et les relations internationales,,,.
Tout en apportant son soutien aux féministes qui exigent plus d'attention et d'intervention pour lutter contre les violences et les discriminations faites aux femmes et aux jeunes filles, il réclame encore davantage d'attention au sort réservé aux mâles en âge de combattre, qui sont régulièrement la cible des gendercide par les auteurs des génocides. En 1999, il cofonde - avec Carla Bergman et Nate Haken - l'ONG en ligne  Gendercide Watch dont l'objectif est de « mettre en relief les atrocités mondialement commises contre les hommes et les femmes en fonction de leur sexe. » Ses essais sur les genres, la violence, et la politique internationale sont réunis dans Gender Inclusive : Essays on Violence, Men, and Feminist International Relations (Routledge, 2009).

## Études sur les médias de masse et les transitions politiques
Les recherches universitaires de Jones (maîtrise et doctorat) se concentrent autour des médias de masse, des processus de démocratisation, et des transitions politiques. Son étude sur les transformations vécues par le quotidien sandiniste Barricada au Nicaragua a fait l'objet de deux publications : Beyond the Barricades: Nicaragua and the Struggle for the Sandinista Press, 1979-1998 (Vanderbilt University Press, 2002), et The Press in Transition: A Comparative Study of Nicaragua, South Africa, Jordan, and Russia (Deutsches Übersee-Institut, 2002) - sa thèse de doctorat.

## Voyages et photojournalisme
Adam Jones a voyagé et vécu dans près de soixante-dix pays sur tous les continents habités. La majeure partie de ses photos de voyage et de ses travaux de photojournalisme sont disponibles en licence Creative Commons sur Flickr et Wikimedia Commons. En 2008 est paru son premier album de photographies de voyage, Latin American Portraits, aux éditions The Key Publishing House Inc.

## Ouvrages
- (en) Adam Jones, Genocide: A Comprehensive Introduction, Londres, Routledge, 2010, 2nd éd., poche (ISBN 978-0-415-48619-4, LCCN 2010003010)
- (en) Adam Jones, New Directions in Genocide Research, Routledge, 2010 (ISBN 9780415495974)
- (en) Adam, ed. Jones, Evoking Genocide: Scholars and Activists Describe the Works That Shaped Their Lives, Toronto, The Key Publishing House Inc, 2009, 1re éd., poche (ISBN 978-0-9782526-9-4, LCCN 2009482597)
- (en) Adam, ed. Jones et Nicholas A. Robins, Genocides by the Oppressed: Subaltern Genocide in Theory and Practice, Bloomington (Indiana), Indiana University Press, 2009 (ISBN 978-0-253-35309-2, LCCN 2008043164)
- (en) Adam Jones, Gender Inclusive: Essays on Violence, Men, and Feminist International Relations, Londres, Routledge Publishers, 2009 (ISBN 978-0-415-77513-7, LCCN 2008022096)
- (en) Adam, ed. Jones, Genocide (4 volumes), Londres, Sage Publishers, 2008, relié (ISBN 978-1-84787-022-3, LCCN 2008923574)
- (en) Adam Jones, Crimes Against Humanity: A Beginner's Guide, Oxford, OneWorld Publications, 2008, poche (ISBN 978-1-85168-601-8, OCLC 209651388)
- (en) Adam Jones, Latin American Portraits (travel photography), Toronto, The Key Publishing House Inc., 2008, 1re éd., poche (ISBN 978-0-9782526-3-2, OCLC 236116398)
- (en) Adam Jones, Genocide: A Comprehensive Introduction, Londres, Routledge Publishers, 2006, 1re éd., poche (ISBN 978-0-415-35384-7, LCCN 2005030424)
- Adam, ed. Jones, Kal Holsti: Ensayos Escogidos (Kal Holsti: Selected Essays), CIDE, 2005 (ISBN 9687420162)
- (en) Adam, ed. Jones, Men of the Global South: A Reader, New York, Zed Books, 2004, poche (ISBN 978-1-84277-513-4, LCCN 2006025166)
- (en) Adam, ed. Jones, Gendercide and Genocide, Nashville, Vanderbilt University Press, 2004, 1re éd., poche (ISBN 978-0-8265-1445-5, LCCN 2003017646)
- (en) Adam, ed. Jones, Genocide, War Crimes & the West: History and Complicity, Londres, Zed Books, 2004 (ISBN 978-1-84277-191-4, LCCN 2003047914)
- (en) Adam Jones, Beyond the Barricades: Nicaragua and the Struggle for the Sandinista Press, 1979-1998, Athens, Ohio University Press, 2002, poche (ISBN 978-0-89680-223-0, LCCN 2002022609)
- (en) Adam Jones, The Press in Transition: A Comparative Study of Nicaragua, South Africa, Jordan, and Russia, Hamburg, Deutsches Übersee-Institut, 2002 (ISBN 978-3-926953-53-7, LCCN 2002422023)